# Historia del uniforme del Club Deportivo del Este

## Patrocinio
| Proveedores y patrocinadores | Proveedores y patrocinadores | Proveedores y patrocinadores               | Proveedores y patrocinadores                          |
| Período                      | Proveedor                    | Patrocinador principal                     | Patrocinador secundario                               |
| ---------------------------- | ---------------------------- | ------------------------------------------ | ----------------------------------------------------- |
| 2008                         | Ninguno                      | Ninguno                                    | Ninguno                                               |
| 2019                         | Puma                         | Orgánica El Recreo                         | Ninguno                                               |
| 2020                         | Mitre                        | Ninguno                                    | Ninguno                                               |
| 2021                         | Givova                       | Caliente.pa                                |                                                       |
| 2022-2023                    | Luanvi                       | Bridgestone                                | Orgánica El Recreo                                    |
| 2024                         | Keuka                        | Thomas Jefferson School                    | Orgánica El Recreo                                    |
| 2024-presente                | FB Sports                    | Thomas Jefferson School UniWorld Air Cargo | CUA Design Orgánica El Recreo Almería Cocina Española |

## Cronología

### Uniforme Local
| 2008 | 2019 | 2020 | 2020 | 2021 | 2022-2023 | 2024 | 2024- |

### Uniforme Visitante
| 2008 | 2019 | 2020 | 2020 | 2021 | 2022-2023 | 2024 | 2024- |

- Datos: Q109424523